# Su Chen-Chia
Su Chen-Chia es un deportista taiwanés que compitió en taekwondo. Ganó una medalla de plata en el Campeonato Mundial de Taekwondo de 1982 y una medalla de plata en el Campeonato Asiático de Taekwondo de 1980.

## Palmarés internacional
| Representando a China Taipéi |                     |                  |           |
| Campeonato Mundial           |                     |                  |           |
| Año                          | Lugar               | Medalla          | Categoría |
| 1982                         | Guayaquil (Ecuador) | Medalla de plata | –52 kg    |
| Campeonato Asiático          |                     |                  |           |
| Año                          | Lugar               | Medalla          | Categoría |
| 1980                         | Taipéi ( Taiwán)    | Medalla de plata | –48 kg    |